# Volker Leiß

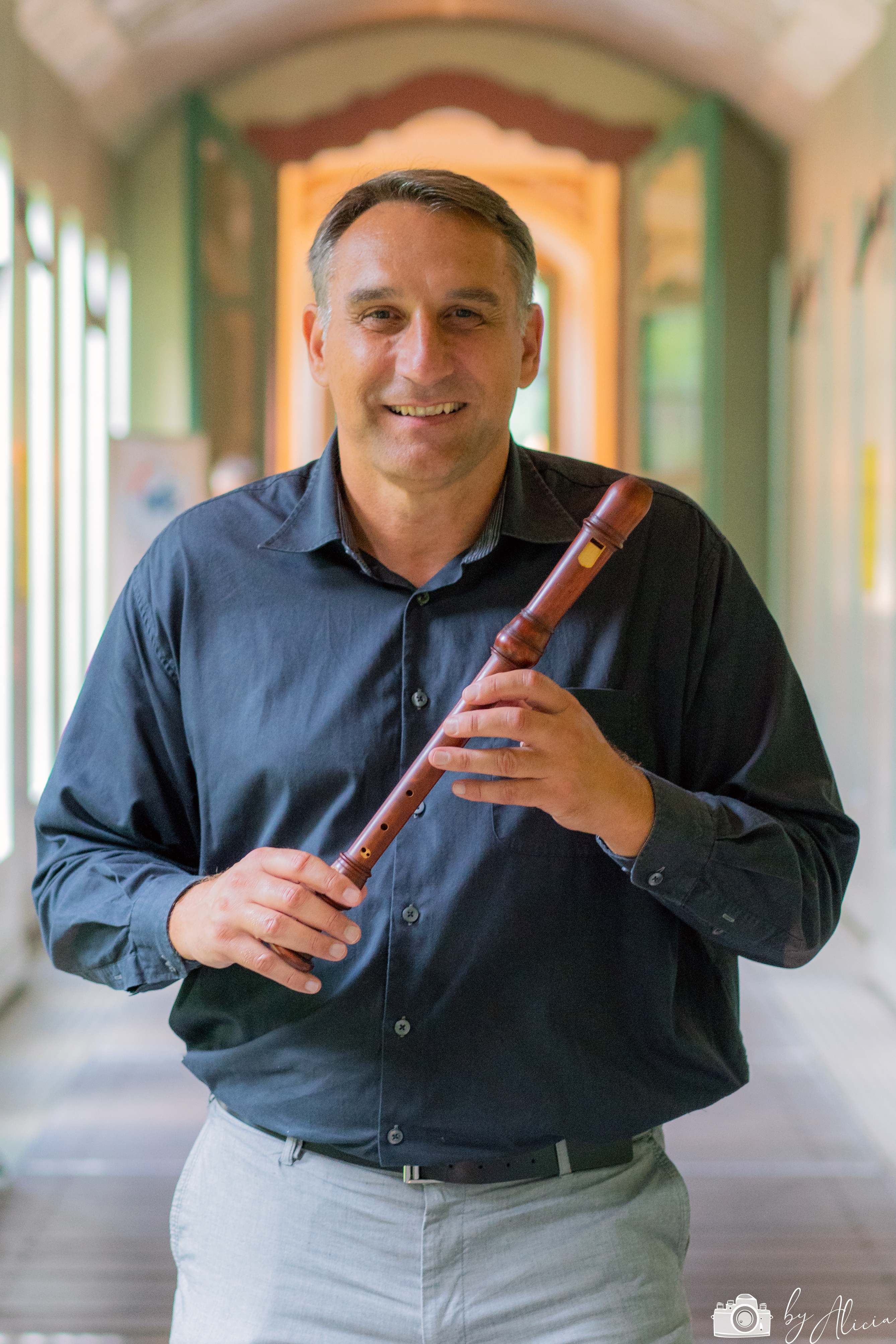
Volker Leiß (2021)

Volker Leiß (* 11. März 1966 in Birkenfeld) ist ein deutscher Komponist, Musiker und Arzt.

## Karriere
Volker Leiß begann mit fünf Jahren mit dem Blockflötenspiel. Er erhielt den ersten Unterricht an der Musikschule Steinfurt. Als Schüler des Gymnasiums Arnoldinum Steinfurt war er Mitglied des Schülerblasorchesters (Euphonium). Als Jungstudent wurde er vom 15. bis zum 18. Lebensjahr von Konrad Hünteler an der Musikhochschule Münster unterrichtet. Er nahm mehrfach am Wettbewerb Jugend musiziert teil (u. a. 1. Preis Regionalwettbewerb 1985 und 2. Preis Landeswettbewerb 1985 in Köln).
1986 war er Gründungsmitglied der Folk-Kabarett-Gruppe Düwelskermes. Düwelskermes war ein Zusammenschluss der drei Musiker und Komponisten Günter Gall, Wolfgang Meyering und Volker Leiß. Bis 1994 wirkte er bei ca. 600 Konzerten in Deutschland, u. a. als musikalische Unterstützung von Hanns-Dieter Hüsch, mit. Ende der 1980er und 1990er Jahre trat er wiederholt auf dem Rudolstadt-Festival sowie dem Bardentreffen in Nürnberg auf.
Seit 1990 ist er Mitglied der Emder Folkgruppe Spillwark, mit der er Konzertreisen u. a. in die UdSSR unternahm. Die Konzertübertragung war im russischen Staatsfernsehen zu sehen. Anfang der 1990er Jahre wurde er Mitglied der Projektgruppe „Prüß, Meyering, Leiß & Schmedeke“, die die ARD beim Sidmouth Folk Festival für die European Broadcasting Union repräsentierte. Das Konzert wurde live in alle EBU-Länder sowie nach Asien übertragen, was eine geschätzte Hörerzahl von 150 Millionen Menschen zur Folge hatte. Sein für das Album „Tivoli“ von Günter Gall & Düwelskermes komponiertes Lied „Solange der Speicher reicht.“ belegte im Juli 1990 Platz 9 der Liederbestenliste, der TOP 20 der deutschsprachigen Liedermacher.
1993 erschien sein erstes Soloalbum, „Ballads of Birds“, mit Eigenkompositionen für Blockflöte und Begleitensemble, das in zahlreichen Ländern, u. a. Kanada, Mexiko, Taiwan veröffentlicht wurde. Als zweite CD erschien 1995 „Flute & Feather“ mit ähnlicher Verbreitung. Anlässlich des Evangelischen Kirchentages in Stuttgart 1999 veröffentlichte Volker Leiß gemeinsam mit Matthias Kiemle die CD „Con Spirito“. Im gleichen Jahr erschien in der Fachzeitschrift „Windkanal“ ein Porträt von Volker Leiß.
Im Jahr 2001 folgte als weitere Eigenkomposition die „Bagno Suite“: eine Hommage an den fürstlichen Park in Steinfurt und den ältesten freistehenden Konzertsaal Europas Konzerthalle im Steinfurter Bagno, in dessen Akustik die dazugehörige CD aufgenommen wurde. 2002 erhielt er den Kulturpreis des Kreises Steinfurt für besondere Leistungen als Musiker, Arrangeur und Komponist.
2003 erschien die CD „Circus paximus“ und 2005 die CD „Winter“, weihnachtlich festliche Musik in Zusammenarbeit mit Hans-Ralf Waterkamp, der seit 1997 als Duo-Partner mit Volker Leiss konzertiert. 2005 wurde die „Volker-Leiß-Band“ mit H.-R. Waterkamp, Wollo Seidel und Thomas Krause gegründet, die für handgemachte Rock- und Popmusik steht und seither zahlreiche Konzerte gegeben hat. Seit 2012 ist er Mitglied des „Zimmer Frei Kurorchesters“ für die Fernsehsendung des WDR „Zimmer Frei“ mit Götz Alsmann und Christine Westermann.
In 2013 endete die Zusammenarbeit mit der Hammer Musik GmbH/Boulevard Records nach dem Tod des Firmeninhabers und der Insolvenz des Verlages. Seitdem werden die Werke bei Carlin Music/Warner/Chappell Music (Warner Music Group) und der „Edition Petone“ verlegt. Im Jahr 2015 wurde die CD „Trust“ mit 14 Pop-Balladen in Kooperation mit Tommy Peters „Petone“, Musikproduzent aus Hamburg, ebenfalls Mitglied von „Spillwark“ produziert. Die CD ist bei EMI/Sony Music verlegt. 2017 erschien die erste CD der Volker Leiss Band mit dem Titel „Take us home“. 2019 wurde die „Symphonie des Münsterlands“, eine musikalische Liebeserklärung an eine wundervolle Region vom Sinfonieorchester Münster unter Leitung von Thorsten Schmid-Kapfenburg uraufgeführt und als DVD und CD veröffentlicht. Die „Symphonie“ befasst sich thematisch mit „Burgen & Schlössern“, „Webstühlen & Parklandschaften“, einer „Pättkestour“ sowie dem „Westfälischen Frieden“. Als Zugabe gibt es noch das getragene Werk „Friedensstadt“. Die Symphonie wurde vom Kreis Steinfurt mit dem Heimatpreis NRW 2020, 2. Platz, ausgezeichnet.

## Privates
Volker Leiß ist verheiratet und hat vier Kinder. In den Jahren 1986 bis 1993 studierte er Humanmedizin an der WWU Münster und ist seit 1998 als Allgemeinmediziner niedergelassen.

## Diskografie
- Volker Leiss
  - 1993: Ballads of Birds (CD)
  - 1995: Flute & Feather (CD)
  - 2001: Bagno Suite (CD)
  - 2015: Trust (CD) - Volker Leiss & friends featuring Guido Kröger

- Leiss/Waterkamp
  - 2003: Circus paximus (CD)
  - 2006: Winter (CD)

- Leiss/Kiemle
  - 1999: Con spirito (CD)

- Düwelskermes/Günter Gall
  - 1987: Van Schereschlipp on andere Lui (LP)
  - 1988: Düwelskermes (LP)
  - 1989: Tivoli (CD)
  - 1993: Sommerabend (CD)
  - 1994: Geflött wie gesonge (CD)
  - 1996: Das Beste aus 10 Jahren (CD)

- Spillwark
  - 1993: Hamswest (CD)
  - 1997: Sien Kurs (CD)
  - 2000: Lükko Leuchtturm[7] (CD)

- Prüß, Meyering, Leiß und Schmecke
  - 1997 PML&S (CD)

Beteiligung als Studiomusiker:
- Günter Gall
  - 1999: Paradiesäppel (CD)
  - 2004: Durch alle Himmel alle Gossen (CD)
  - 2006: Klassiker op platt (CD)
  - 2015: Liebwerte Brüder, Schlecker & Immen (CD)

- Dragseth Duo
- 1988: Es ist ein Flüstern (LP)
- 1991: Lichtjahre (CD)

- Silver
  - 2001: Silver[8] (CD)

- Peter Finger
  - 2000: Niemandsland (CD)

- Werner Lämmerhirt
  - 1992: Inbetween Times (CD)

- Duo Balance
  - 1999: Wunderbarer Morgen (CD)

- Zachze/Grenzgänger
  - 1990: Himmel Arsch und Zwirn (CD)
  - 2002: Knüppel aus dem Sack (CD)

- Kunterbunt
  - Behaklichkeit (CD)
  - Schatzsuche (CD)

- Klaus Heizmann
  - 2000: In Gottes Hand liegt unsere Zeit (CD)

- Matthias F. Kiemle
  - 1998: Rendevouz (CD)
  - 2004: Hohenzollern Serenade (CD)

- Gerd Birsner
  - Zeitverschiebung (CD)

## Noten
- „Con Spirito“ - Notenausgabe für Sopran - (5 Titel) bzw. Altblockflöte (3 Titel)
- „Ballads of Birds / Flute & Feather“ - Notenausgabe mit 8 Bearbeitungen für Sopran - (6 Titel) bzw. Altblockflöte (2 Titel) und Klavier
- „Blockflötenstücke mit Playback-CD“ - Notenausgabe von 10 Titeln für die Sopran- und 4 Titeln für die Altblockflöte und Playback-CD

## Auszeichnungen
- 2002: Kulturpreis des Kreises Steinfurt[5]
- 2020 Heimatpreis NRW 2. Platz